# Lost World (manga)
Lost World (ロスト・ワールド<前世紀>, Lost World - Zenseiki) is een sciencefiction manga van Osamu Tezuka uit 1948.

## Verhaal
Een nieuwe planeet benadert de aarde. Wetenschappers besluiten de mysterieuze planeet te bezoeken om te ontdekken wie er leeft en in welke staat de planeet zich bevindt. Ze ontdekken dat de planeet Mamango bewoond wordt door dinosaurussen en lijkt op de aarde. 5 miljoen jaar geleden brak hij af van de aarde. De wetenschappers weten echter niet dat criminelen zich in hun ruimteschip hebben verstopt en naar Mamango gekomen zijn voor kwaadaardige redenen.

## Personages
Shunsaku Ban
Een detective die een moord onderzoekt die gelinkt is aan de mysterieuze planeet Mamango.
Kenichi Shikishima
Een pientere jonge man die het potentieel van de stenen op Mamango inziet.
Makeru Butamo
De kapitein van het ruimteschip dat Kenichi bouwde om naar Mamango te reizen.
Sekken Kao
Een boef die op zoek is naar Mamango's kracht.
Dokter Jupiter
Een personage gebaseerd op Popeye

## Uitgaven
In Japan werd Lost World door Fuji Shobo uitgegeven in twee volumes. Het eerste boek had als ondertitel De Aarde, het tweede Het Universum.
De Engelse uitgave van Dark Horse Comics (30 juli 2003) combineert beide volumes in één boek.